# Supercopa Interamericana
La Supercopa Interamericana, también llamada Copa de las Américas, fue un torneo de fútbol internacional de carácter amistoso, que enfrentó al campeón de la Supercopa Sudamericana de 1988, el Racing Club de Argentina; contra el campeón de la Copa Camel del mismo año, el Club Sport Herediano de Costa Rica.
El encuentro se jugó en Los Ángeles, Estados Unidos, ante 5000 espectadores, con resultado de 0-3 a favor del equipo argentino, correspondiéndole una bolsa de 60 000 USD como premio, que al final no cobraría por problemas con la empresa «Sport International Management», organizadora del evento.
El conjunto albiceleste ha reclamado durante años por el reconocimiento oficial del torneo a la Conmebol, sin lograr tener éxito.

## Clubes participantes
Se fueron decidiendo a lo largo de 1988 entre dos competiciones de las confederaciones del continente americano.
| Equipo      | Clasificación                                 |
| ----------- | --------------------------------------------- |
| Herediano   | Campeón de la Copa Camel de 1988.             |
| Racing Club | Campeón de la Supercopa Sudamericana de 1988. |

## Lugar de disputa
|  |

|  |  |

|  |

|  |  |

|  |

|  |  |

|  |

|  |  |

## Resultado
| 17 de septiembre de 1988 | Herediano | 0:3 (0:0; 0:0) (0:3 t. s.) | Racing Club                               | Los Angeles Memorial Coliseum, Los Ángeles                     |                                                                |
|                          |           |                            | 91' Medina Bello · 103' Paz · 110' Decoud | Asistencia: 5000 espectadores Árbitro(s): Romualdo Arppi Filho | Asistencia: 5000 espectadores Árbitro(s): Romualdo Arppi Filho |

| 1          | POR        | José Alexis Rojas    |      |
| 4          | DEF        | Enrique Saborío      |      |
| 3          | DEF        | Jorge Cheves         |      |
| 22         | DEF        | Ronald Marín         |      |
| 4          | DEF        | Sidney Edwards       |      |
| 17         | MED        | Germán Chavarría     | 105' |
| 14         | MED        | Roberto Carmona      | 58'  |
| 8          | MED        | Daniel Casas         | 116' |
| 9          | DEL        | Claudio Jara         | 105' |
| 13         | DEL        | Carlos Camacho       |      |
| 21         | DEL        | César Eduardo Méndez | 105' |
| Entrenador | Entrenador | Antonio Moyano       |      |

| 1          | POR        | Ubaldo Fillol       | 74'  |
| 2          | DEF        | Carlos Vázquez      |      |
| 3          | DEF        | Gustavo Costas      |      |
| 6          | DEF        | Cosme Zaccanti      | 70'  |
| 4          | DEF        | Carlos Olarán       |      |
| 5          | MED        | Julio Olarticoechea |      |
| 11         | MED        | Jorge Osmar Acuña   |      |
| 15         | MED        | Mario Videla        | 90'  |
| 18         | DEL        | Ramón Medina Bello  |      |
| 9          | DEL        | Wálter Fernández    | 107' |
| 7          | DEL        | Rubén Paz           |      |
| Entrenador | Entrenador | Alfio Basile        |      |

| 21 | MED | Freddy Monguío     | 105' |
| 5  | MED | Sivianni Rodríguez | 58'  |
| 15 | MED | Edwin Barquero     | 116' |
| 7  | DEL | Marvin Obando      | 105' |
| 11 | DEL | Javier Wanchope    | 105' |

| 12 | POR | Julio Balerio   | 74'  |
| 23 | DEF | Leonardo Costas | 70'  |
| 8  | MED | Hugo Lamadrid   | 90'  |
| 19 | DEL | Darío Decoud    | 107' |

| Anotado | 91'  | Ramón Medina Bello | 1:0 |
| Anotado | 103' | Rubén Paz          | 2:0 |
| Anotado | 110' | Darío Decoud       | 3:0 |

| Amonestado | 63' | Carlos Olarán |

| Árbitro             | Romualdo Arppi Filho |
| Árbitros asistentes | Arturo Angeles       |
|                     | Mayid Jay            |

| 1          | POR        | José Alexis Rojas    |      |
| 4          | DEF        | Enrique Saborío      |      |
| 3          | DEF        | Jorge Cheves         |      |
| 22         | DEF        | Ronald Marín         |      |
| 4          | DEF        | Sidney Edwards       |      |
| 17         | MED        | Germán Chavarría     | 105' |
| 14         | MED        | Roberto Carmona      | 58'  |
| 8          | MED        | Daniel Casas         | 116' |
| 9          | DEL        | Claudio Jara         | 105' |
| 13         | DEL        | Carlos Camacho       |      |
| 21         | DEL        | César Eduardo Méndez | 105' |
| Entrenador | Entrenador | Antonio Moyano       |      |

| 1          | POR        | Ubaldo Fillol       | 74'  |
| 2          | DEF        | Carlos Vázquez      |      |
| 3          | DEF        | Gustavo Costas      |      |
| 6          | DEF        | Cosme Zaccanti      | 70'  |
| 4          | DEF        | Carlos Olarán       |      |
| 5          | MED        | Julio Olarticoechea |      |
| 11         | MED        | Jorge Osmar Acuña   |      |
| 15         | MED        | Mario Videla        | 90'  |
| 18         | DEL        | Ramón Medina Bello  |      |
| 9          | DEL        | Wálter Fernández    | 107' |
| 7          | DEL        | Rubén Paz           |      |
| Entrenador | Entrenador | Alfio Basile        |      |

| 21 | MED | Freddy Monguío     | 105' |
| 5  | MED | Sivianni Rodríguez | 58'  |
| 15 | MED | Edwin Barquero     | 116' |
| 7  | DEL | Marvin Obando      | 105' |
| 11 | DEL | Javier Wanchope    | 105' |

| 12 | POR | Julio Balerio   | 74'  |
| 23 | DEF | Leonardo Costas | 70'  |
| 8  | MED | Hugo Lamadrid   | 90'  |
| 19 | DEL | Darío Decoud    | 107' |

| Anotado | 91'  | Ramón Medina Bello | 1:0 |
| Anotado | 103' | Rubén Paz          | 2:0 |
| Anotado | 110' | Darío Decoud       | 3:0 |

| Amonestado | 63' | Carlos Olarán |

| Árbitro             | Romualdo Arppi Filho |
| Árbitros asistentes | Arturo Angeles       |
|                     | Mayid Jay            |

|                                 |
|                                 |
| Campeón Racing Club 1.er título |